# دورا (أوزارك)
دورا هي منطقة فردية في مقاطعة أوزارك في ولاية ميزوري.

## التاريخ
فيها مكتب بريد يسمى دورا بدأ في العمل منذ عام 1879. وقد أطلق مدير مكتب البريد عليها اسم ابنته دورا فيشر.